# César Franck
César Auguste Jean Guillaume Hubert Franck (Luik, 10 december 1822 – Parijs, 8 november 1890) was een componist, pianist, organist, dirigent en muziekpedagoog die in Luik werd geboren (toen deze stad onderdeel was van het Verenigd Koninkrijk der Nederlanden). Hij bracht het grootste deel van zijn leven door in Parijs en werd al in 1837 genaturaliseerd tot Fransman.

## Levensloop

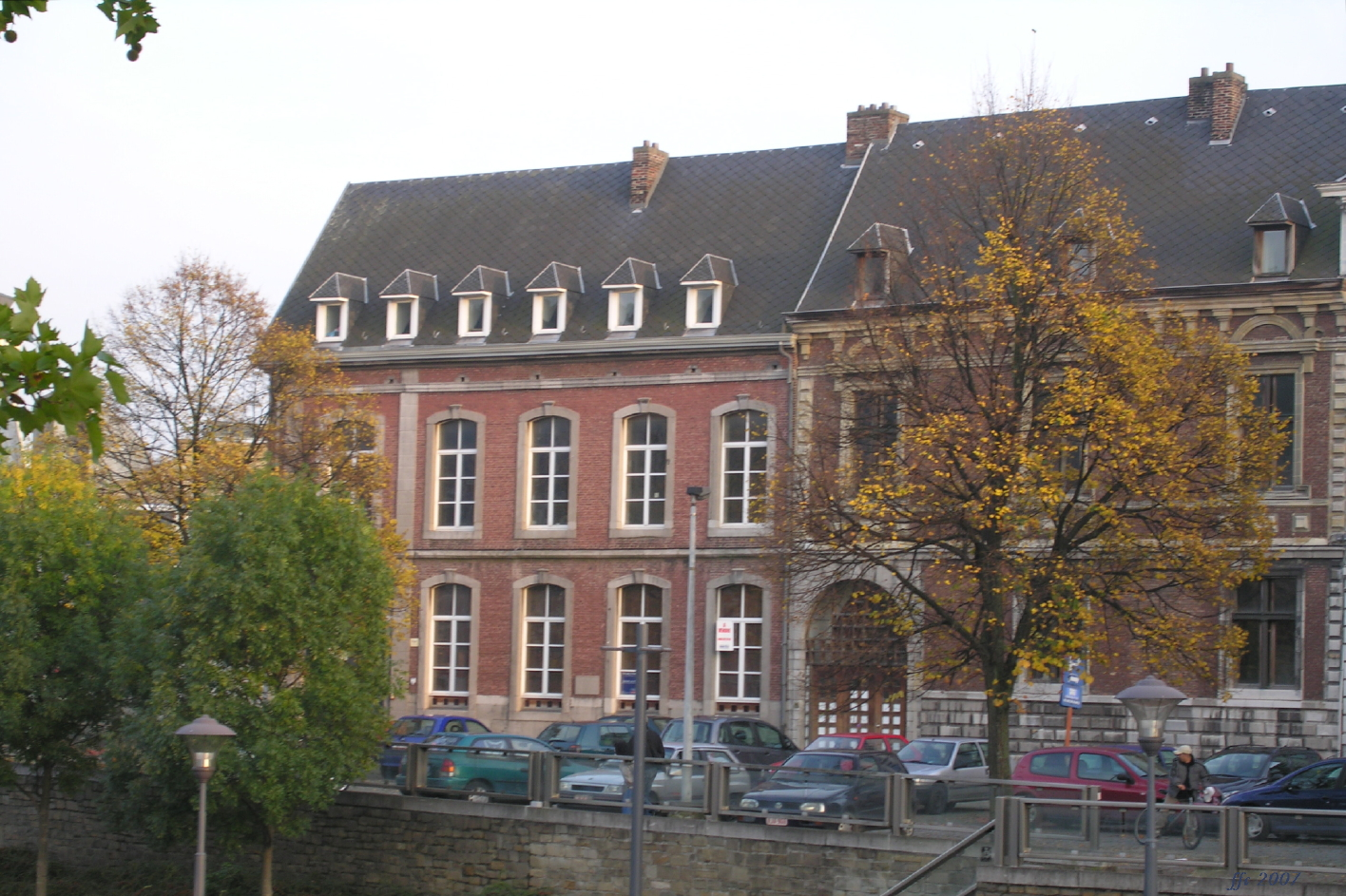
Het huis Grady (links op de foto), geboortehuis van César-Auguste Franck, gebouwd van 1780 tot 1785, gelegen in de rue Saint-Pierre te Luik.

César Francks familie was afkomstig uit Neutraal Moresnet. Zijn moeder Marie-Cathérine-Barbe Frings werd geboren in Aken. Zijn vader, de bankier Nicolas-Joseph Franck, kwam uit het dorp Gemmenich in het Hertogdom Limburg.
In 1830 schreef zijn vader de jonge Franck (8 jaar) in aan het conservatorium van Luik, waar hij in 1834 de eerste prijs won in solfège en piano. Van 1833 tot 1835 studeerde hij harmonieleer bij Dassoigne (een neef van Étienne Nicolas Méhul), die les gaf aan het Conservatoire de Paris. Vanwege de muzikale successen die zijn zoon oogstte, organiseerde zijn vader in 1835 een reeks concerten in Luik, Brussel en Aken.
Datzelfde jaar verhuisde het gezin naar Parijs, waar Franck (inmiddels 13 jaar) leerling werd van Antoine Reicha. Weer won hij de eerste prijs voor piano (1838) en contrapunt (1839). Om ervoor te zorgen dat Franck zich kon wijden aan een loopbaan als virtuoos in België, haalde zijn vader hem in 1842 van het conservatorium, zodat hij niet naar de prestigieuze Prix de Rome kon meedingen. Franck componeerde al in die tijd veel, publiceerde in 1843 drie trio's voor piano, viool en cello (CCF 111-113) en begon aan zijn eerste compositie in grote stijl, het oratorium Ruth (CCF 179a) dat in 1845 voltooid werd.
In 1845 brak Franck met zijn vader en keerde hij terug naar Parijs, waar hij het symfonisch gedicht Ce qu'on entend sur la montagne (CCF 126) componeerde. Eerder werkte hij aan zijn komische opera Le valet de ferme (CCF 229). In 1853 werd hij vaste organist, na dit korte tijd bij de Église Notre-Dame-de-Lorette te zijn geweest, van de Église Saint-Jean-Saint-François du Marais. Geïnspireerd door het spel van Jacques-Nicolas Lemmens verbeterde hij zijn pedaalgebruik en ontwikkelde hij een zeer persoonlijk geaarde improvisatiewijze waarin hang naar het mystieke en naar het verhevene hoofdkenmerken waren.
In 1859 werd hij organist van de nieuwe Église Sainte-Clotilde, het eerste neogotische kerkgebouw van Frankrijk, waar hij op 1 december een van de mooiste instrumenten van de orgelbouwer Aristide Cavaillé-Coll inwijdde. Tot aan zijn dood bleef hij daar organist. In februari 1872 begon hij als docent orgelspel aan het Conservatoire de Paris als opvolger van François Benoist. Een van zijn leerlingen was Vincent d'Indy, die later een biografie zou schrijven waarin hij zijn oud-leraar op een vrij lyrische toon verheerlijkte. D'Indy zou zich zijn leven lang opwerpen als de ferventste verdediger van Francks muzikale erfenis.
Voor piano componeerde Franck na zijn radicale breuk met zijn vader eigenlijk maar heel weinig. Zijn Prélude, choral et fugue (CCF 24) geldt echter als een van de hoogtepunten van de gehele 19e-eeuwse, romantische pianoliteratuur. Hiernaast componeerde hij veel instrumentale kamermuziek, waaronder acht trio's voor piano, viool en cello (CCF 108-114 en 119), een pianokwintet (CCF 121), een pianosextet (CCF 116), een strijkkwartet (CCF 124) en twee sonates voor viool en piano (CCF 118 en 123).
Verder componeerde Franck liederen ('Mélodies') voor zangstem met piano, kerkmuziek voor koor en orgel die bestemd was voor de Rooms-katholieke liturgie, vier opera's, oratoria waaronder zijn groot-opgezette Les Béatitudes (CCF 185), cantates en wereldlijke koormuziek.
Tevens componeerde hij vijf symfonische gedichten voor orkest, twee concerten en vier variatiewerken voor piano en orkest waarvan het late Variations symphoniques (CCF 137) het bekendste is, evenals drie symfonieën (CFF 125, 130 en 184a).
Francks drie cycli met composities voor het orgel gelden zonder uitzondering als hoogtepunten van het gehele romantische orgelrepertoire. De Trois Chorals (CCF 105-107) zijn zijn laatste composities zonder meer. De drie werken werden voltooid in september 1890, zes weken voor zijn dood en ontstonden op verzoek van zijn vriend de Parijse muziekuitgever Auguste Durand.
Het Legioen van Eer werd hem verleend in 1885. Later werd hij oprichter en voorzitter van de vooraanstaande Société nationale de musique.
In 1890 werd hij aangereden door een omnibus. Hij bleef maandenlang met inwendig letsel doorwerken en overleed ten slotte, ernstig verzwakt, aan griep.
César Franck werd begraven op het Cimetière du Montparnasse (26e division).

## Betekenis en invloed

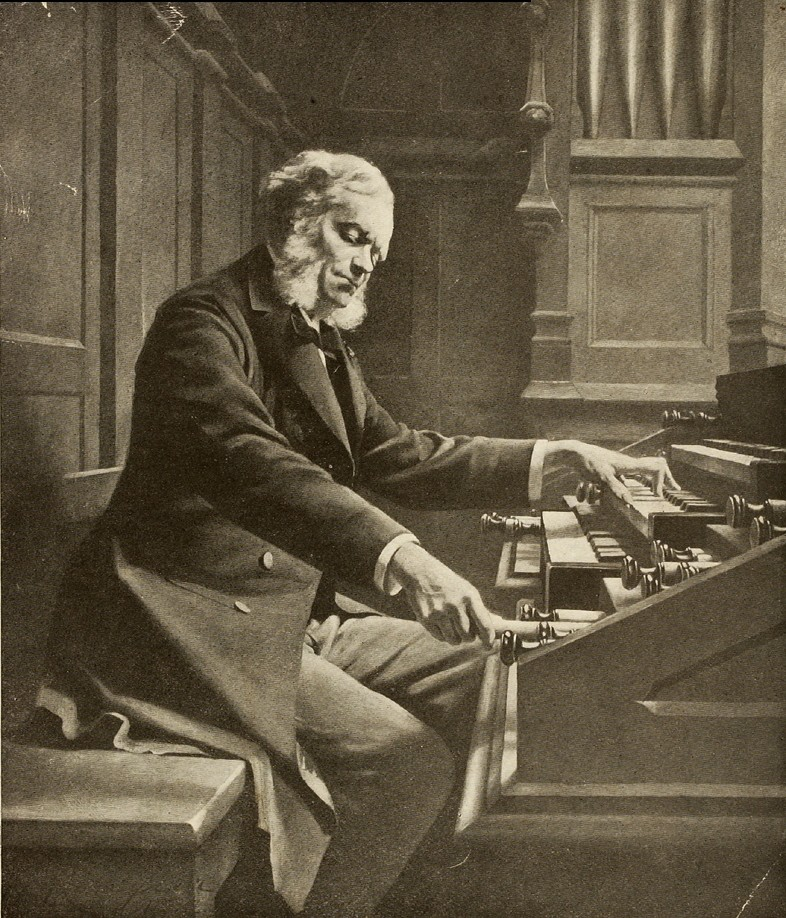
César Franck aan het orgel

Franck was een van de voornaamste figuren in het Franse muziekleven van zijn tijd. Hij had grote invloed met de symfonische muziek en de kamermuziek die hij in de tweede helft van zijn leven schiep. Dit geldt ook voor zijn latere composities voor orgel en piano.
In de eerste fase van zijn bestaan als beroepsmusicus volgde hij, als componerend pianovirtuoos, geheel de mondaine, galante stijl die de toon aangaf in het tijdperk van het Tweede Franse Keizerrijk met zijn uitbundige salon- en operacultuur. Mede onder invloed van zijn conservatoriumopleiding wijzigde Franck zijn muzikale opvattingen. Hij besloot een 'serieus' musicus te worden en verwierp nagenoeg al het eerder gecomponeerde werk.
Voor zijn (latere) muziek hadden aanvankelijk alleen zijn leerlingen begrip. Naar de smaak van de Parijzenaars van zijn tijd, die gewend waren aan 'conservatieve' Grand opéras, klonken de vernieuwingen in harmonie en contrapunt van Franck te 'Germaans'. Pas na zijn dood werd de muziek van deze 'serafijn', zoals zijn bijnaam was, ten volle gewaardeerd.
In 1858 werd hij vast aangesteld als organist van de nieuwe rooms-katholieke Sainte-Clotildekerk in Parijs. Hij leidde een hele generatie organisten op. Vernieuwend voor zijn tijd legde hij daarbij veel nadruk op improvisatie.
Zijn invloed was van groot belang voor de kamermuziek en de orgelmuziek. Daarin bracht hij echt vernieuwing door toepassing van het zogeheten cyclisch principe. Bij deze componeerwijze zijn thema's in allerlei gestalten door de gehele (zelfs meerdelige) compositie verwerkt. Hiernaast paste hij in zijn muzikale thema's, en in de verwerking ervan, het kiemcelprincipe toe: een kort motief dat gevarieerd wordt herhaald.
Hoewel van Franck slechts één symfonie in d-mineur uit 1888 bewaard bleef - de enige handgeschreven partituur van een vroege symfonie in G-majeur uit 1840 is zoekgeraakt - wordt hij gerekend tot de belangrijkste negentiende-eeuwse componisten binnen dit genre. Met zijn muziek voor het theater - in totaal schreef hij vier opera's - had Franck minder succes.
Franck begeleidde een groep jonge musici en componisten, die zijn persoonlijke post-romantische stijl bewonderden met zijn rijke, verrassende harmonieën en ingenieuze contrapunt. Onder hen waren Vincent d'Indy, Charles Bordes, Guillaume Lekeu, Ernest Chausson, Henri Duparc, Joseph Guy Ropartz, Paul Vidal, Mélanie Bonis, Sylvio Lazzari en Paul Dukas, en voor kortere tijd Louis Vierne en Charles Tournemire. Vanwege zijn zachtaardige karakter noemden de leerlingen hun meester le maître angélique of le père Franck (vader Franck). Zelf ook wel la bande à Franck genoemd, braken ze met de overheersing van de opera in de Franse muziek, ten gunste van de symfonische muziek en kamermuziek. Om zijn ideeën te verspreiden onder jonge musici werd zes jaar na zijn dood door Bordes, D'Indy en Alexandre Guilmant de Schola Cantorum de Paris opgericht, die zich toelegde op een grondige muziektheoretische opleiding met aandacht voor oude muziek en polyfonie. Na de dood van D'Indy in 1931 ontstond bij de Schola Cantorum een richtingenstrijd, waarna een grote groep docenten en studenten die in Francks geest verder wilde werken, in 1935 de École César-Franck oprichtte, die tot omstreeks 1985 bestaan heeft.

## Composities
Inleiding
- Franck heeft tot drie keer toe zijn eigen composities geordend in van elkaar afwijkende opusnummerreeksen. Het eerste vrijwel volledige overzicht van zijn oeuvre is gepubliceerd in de grote wetenschappelijke biografie van de componist van de hand van de Franse musicoloog Joël-Marie Fauquet (César Franck, verschenen in 1999 bij Fayard in Parijs).
- De eerste reeks opusnummers hanteerde Franck voor composities die hij schreef in de periode 1834-1842 waarin hij vooral als pianovirtuoos voor het voetlicht trad. Het gaat om een lijst van in totaal 33 nummers, waarvan bij de nummers 1, 2, 7, 24 t/m 28, 31 en 32 niet meer bekend is om welke composities het gaat. Vermoedelijk zijn deze werken, uitgegeven of niet, zoek of geheel verloren geraakt. Ook kunnen zij in al dan niet omgewerkte vorm in de tweede reeks opusnummers zijn opgenomen. In de onderstaande opsomming zijn de betreffende composities aangeduid met aanhalingstekens: 'Op. ...'
- De tweede reeks opusnummers betreft composities die vanaf 1842 zijn gepubliceerd. Het gaat om 22 opusnummers die echter op 24 composities betrekking hebben: zo voorzag Franck abusievelijk zijn Deuxième Duo pour le piano à 4 mains sur le quatuor de Lucille de Grétry en het Grande Pièce symphonique pour orgue van hetzelfde nummer (namelijk 17). In de onderstaande opsomming zijn deze composities aangeduid zónder aanhalingstekens, dus als: Op. ...
- De derde reeks opusnummers die Franck tegen 1876 begon te hanteren, komt deels met de tweede opsomming overeen. Hij gebruikte die voor voltooide composities die (nog) niet waren uitgegeven, dus slechts in handgeschreven vorm bestonden. Een aparte vermelding ervan blijft voor de duidelijkheid in de onderstaande opsomming achterwege.
- Met bovengenoemde Franckmonografie van Fauquet is een zeker einde gekomen aan de verwarring die in de loop van de tijd is ontstaan over zowel omvang als indeling van Francks oeuvre. Al in 1892 (Ernst), 1906 (D'Indy) en 1969 (Mohr) waren oeuvre-overzichten verschenen die zo blijkt inmiddels incompleet zijn. Wetenschappelijk onderzoeker Fauquet wist na jarenlang onderzoek tot een systematische werkenlijst te komen - aangeduid met CCF (Collection César Franck) - waarin in oplopende nummering de composities zijn ingedeeld zowel per genre als in ontstaanschronologie per genre. In de onderstaande opsomming zijn alle composities voorzien van de bovengenoemde CCF-aanduiding.

Categorieën
- De indeling van Francks composities in zestien categorieën (zie onder) is vrijwel geheel conform de indeling welke Franck-biograaf Fauquet heeft toegepast. Daarentegen is voor de onderstaande werkenindeling de titel- annex genreaanduiding die Franck voor zijn eigen composities hanteerde hier veel strikter genomen. Zo moge bijvoorbeeld 'Rédemption - Symphonie' uit 1872 (CCF 184a, alleen voor orkest) op goede gronden als 'poème symphonique' (symfonisch gedicht) worden beschouwd vanwege het literair-religieuze programma' dat eraan ten grondslag ligt, aldus Francks oud-leerling Vincent d'Indy. Franck zelf betitelde deze compositie nadrukkelijk met 'Symphonie' en wijzigde deze titel later niet. Wél wijzigde hij compositorische substantie door aan de compositie een spreekstem en vierstemmig gemengd koor toe te voegen waardoor de facto een nieuwe compositie is ontstaan. Dit betekent dus dat 'Rédemption - Symphonie' in het hoofdstuk Orkestmuziek, onder het subhoofdstuk 'Symfonieën', terecht is opgenomen. En dat de instrumentaal-vocale versies (van 1872 en van 1873) van 'Rédemption' ook in dezelfde hoofdgroep zijn opgenomen, wat dus te maken heeft met de genre-aanduiding door de componist zelf (poème-symphonie) terwijl op grond van analyse van beide composities veel valt te zeggen voor toewijzing ervan aan de categorie 'Cantates en oratoria'. De componist zag dit zo in elk geval niet.
- Het interpreteren van composities naar 'eigenlijke' bedoelingen die de componist ermee gehad zou hebben is niet alleen hachelijk, want speculatief, maar het gaat ook voorbij aan het feit dat Franck in de loop van zijn loopbaan meermalen aan eigen, reeds gemaakte composities een andere, veranderde waarde toekende die niet-zelden wijzigingen en zelfs nieuwe versies tot gevolg hadden.

Samengevat: de toewijzing van composities in afzonderlijke genrehoofdstukken wijkt hier en daar af van door Fauquet gemaakte keuzes.

### Pianomuziek (twee handen)
- Grand Rondo (?, CCF 1, 'Op.3', ontstaan in 1834)
- Trois Pièces (in C-grote terts, C-grote terts en G-grote terts, CCF ?, ontstaan in 1835)
- Première Grande Sonate (in D-grote terts, CCF 2, 'Op.10', ontstaan in 1836)
- Première Grande Fantaisie (in F-grote terts, CCF 3, 'Op.12', ontstaan ca 1836)
- Deuxième Fantaisie (in D-grote terts, CCF 4, 'Op.14', ontstaan ca 1836)
- Deux Mélodies (in Es-grote terts en E-grote terts, CCF 5, 'Op.15', ontstaan ca 1837)
- Deuxième Sonate (?, CCF 6, 'Op.18', ontstaan ca 1838)
- Troisième Sonate (in c-kleine terts/G-grote terts, CCF 7, 'Op.19', ontstaan ca 1838)
- Ballade irelandaise (?, CCF 8, ontstaan ca 1838)
- Air écossais (?, CCF 9, ontstaan ca 1838)
- Première Églogue 'Hirten-Gedicht' (in Es-grote terts, CCF 10, Op.3, ontstaan in 1842)
- Premier Grand Caprice (in Ges-grote terts, CCF 11, Op.5, ontstaan in 1843)
- Souvenir d'Aix-la-Chapelle (?, CCF 12, Op.7, ontstaan in 1843)
- Première Ballade (in B-grote terts, CCF 13, ontstaan in 1844)
- Première Grande Fantaisie sur les motifs de 'Gulistan' de Dalayrac (in a-kleine/A-grote terts, CCF 14, Op.11, ontstaan in 1844)
- Deuxième Fantaisie sur l'air et le virelay Le point du jour de 'Gulistan' de Dalayrac (in Bes-grote terts, CCF 15, Op.12, ontstaan in 1844)
- Fantaisie (?, CCF --, Op.13, ontstaan in 1844)
- Fantaisie sur deux airs polonais (in A-grote terts, CCF 16, Op.15, ontstaan in 1844)
- Trois Petits Riens (Duettino in a-kleine terts, Valse in E-grote terts, Le Songe in Es-grote terts, CCF 17, Op.16; ontstaan in 1846)
- Deux Mélodies 'à Félicité'  (in Des-grote terts en E-grote terts, CCF 18, ontstaan ca 1848)
- Polka (in Bes-grote terts, CCF 19, ontstaan ca 1848)
- Quadrille 'Le Délicieux'  (?, CCF 20, ontstaan ca 1848)
- Les Plaintes d'une poupée (in G-grote terts, CCF 21, ontstaan in 1865)
- Morceau de lecture à vue (in Es-grote terts, CCF 22, ontstaan in ?)
- Pièce (in a-kleine terts, CCF 23, ontstaan in 1876)
- Prélude, choral et fugue (in b-kleine terts/B-grote terts, CCF 24, ontstaan in 1884, Francks oud-leerling Gabriel Pierné werkt de compositie om tot orkestwerk)
- Danse lente (in f-kleine terts, CCF 25, ontstaan in 1885)
- Prélude, aria et final (in E-grote terts, CCF 26, ontstaan in 1887)
- Reducties door Franck zelf van eigen orkestmuziek

Eigen bewerkingen
- Ballet de l'Hiver en du Printemps voor een piano (CCF 231aa, ontstaan in of voor 1883; naar de vijfdelige balletsuite voor orkest en koor [CCF 231a]).

### Pianomuziek (vier handen)
- Premier Duo sur le 'God save the King' (in bes-kleine terts en Bes-grote terts [een piano], CCF 27, Op.4, ontstaan in 1843).
- Deuxième Duo sur le quatuor de 'Lucile' de Grétry (in A-grote terts [een piano], CCF 28, Op.17, ontstaan in 1845).
- Polka-Mazurka (in Bes-grote terts [een piano], CCF 29, ontstaan ca 1848).
- Prélude, fugue et variation (in b-kleine terts, nota bene: voor piano en harmonium, CCF 30a, Op.18, ontstaan ca 1865; het gaat hier om de oerversie van deze compositie die later door Franck werd omgezet in een versie voor viool, harp en piano [CCF 30a] zie onder, en een voor orgel [CCF30b] zie onder).
- Variations pour piano (in a-kleine terts, voor 1 of 2 piano's [?], CCF 31, ontstaan ca 1875; het gaat hier om de onvoltooide aanloop tot een compositie).

Eigen bewerkingen
- Chanson de l'Hermine voor twee piano's (CCF 231c); uit de opera 'Hulda' (CCF 231, zie onder), ontstaan in of na 1885; reductie (tevens bewerkt?) van de orkestpartituur.
- Marche royale (CCF 231d); uit de opera 'Hulda' (CCF 231, zie onder), ontstaan in of na 1885; reductie (tevens bewerkt?) voor twee piano's.
- Variations symphoniques voor twee piano's (in fis-kleine terts en Fis-grote terts, CCF 137a, ontstaan in 1885 ; reductie van de oorspronkelijke compositie voor piano en orkest [CCF 137], zie onder)
- Ballet de l'Hiver en du Printemps, voor twee piano's (CCF 231bb, ontstaan in of voor 1883; naar de vijfdelige suite met balletmuziek voor orkest [CCF 231aa]).
- Meer reducties door Franck zelf van eigen orkestmuziek

### Harmoniummuziek
- Cinq pièces pour harmonium (CCF 32, (Op.23), ontstaan ca 1864; de serie werd later door Francks oud-leerling Louis Vierne bewerkt voor orgel met het oog op een uitgave).
  - 1. Offertoire in B-grote terts
  - 2. Petit Offertoire in A-grote terts
  - 3. Verset in f-kleine terts
  - 4. Verset in f-kleine terts
  - 5. Communion in E-grote terts
- Offertoire (in A-grote terts, CCF 33, ontstaan ca 1858)
- Offertoire sur un noël breton (in C-grote terts, CCF 34, ontstaan voor 1867)
  - Quasi marcia (I) (in fis-kleine terts, CCF 35a, ontstaan ca 1865)
- Quasi marcia (II) (in fis-kleine terts, CCF 35b, Op.22, (Op.24), ontstaan voor 1868; herziening van CCF 35a met het oog op uitgave)
- Offertoire (II) (in Es-grote terts, CCF 36a, ontstaan ca 1860; dit is de harmoniumversie van de orgelcompositie CCF 36b, zie onder)
- Entrée (in Es-grote terts, CCF 37, ontstaan ca 1875)
- Petit Offertoire (in c-kleine terts, CCF 38, ontstaan ca 1880)
- (Pièce), zonder titel (in c-kleine terts, CCF 39)

Pieces pour harmonium
In zijn laatste levensjaar (1890) componeerde Franck - in dezelfde periode dat hij aan zijn complexe 'Trois Chorals pour orgue' werkte - relatief eenvoudige harmoniumstukken bedoeld voor een publicatiereeks (titelvermelding op het eerste manuscript: 'Pièces pour harmonium'). Daarin plande hij voor elke 'opklimmende' toonsoort zeven stukken, voornamelijk in grote terts en in kleine terts geschreven. Op de dag van zijn overlijden, 8 november 1890, bleken 8 series van elk zeven harmoniumstukken te zijn gereedgekomen (CCF 40-46 en 48), terwijl van een serie (CCF 47) slechts vijf stukken gereed waren. Al in het daaropvolgende jaar werden deze composities - in totaal 68 stuks - onder de (verwarring wekkende) titel 'l'Organiste' uitgegeven.
- Sept Pièces (I) (in C-grote terts en c-kleine terts, CCF 40)
  - 1) Poco allegretto
  - 2) Andantino
  - 3) Poco lento
  - 4) Maestoso
  - 5) Poco lento
  - 6) Poco allegro
  - 7) Offertoire
- Sept Pièces (II) (in Des-grote terts en cis-kleine terts, CCF 41)
  - 1) Andante
  - 2) Andante
  - 3) Poco andantino
  - 4) Poco allegro
  - 5) Lento
  - 6) Andantino poco mosso
  - 7) Andante
- Sept Pièces (III) (in D-grote terts en d-kleine terts, CCF 42)
  - 1) Quasi allegro
  - 2) Chant de la Creuse
  - 3) Quasi andante
  - 4) Andantino
  - 5) Maestoso
  - 6) Vieux noël
  - 7a) Sortie ou offertoire
  - 7b) Amen
- Sept Pièces (IV) (in Es-grote terts en es-kleine terts, CCF 43)
  - 1) Andantino poco allegro
  - 2) Quasi lento
  - 3) Molto moderato
  - 4) Allegretto
  - 5) Poco allegro
  - 6a) Andantino
  - 6b) Amen
  - 7) Offertoire
- Sept Pièces (V) (in E-grote terts en e-kleine terts, CCF 44)
  - 1) Andantino quasi allegretto
  - 2) Moderato
  - 3) Prière
  - 4) Non troppo lento
  - 5) Allegretto
  - 6a) Poco allegretto
  - 6b) Amen
  - 7) Offertoire ou communion
- Sept Pièces (VI) (in F-grote terts en f-kleine terts, CCF 45)
  - 1) Allegretto
  - 2) Andantino
  - 3) Lento
  - 4) Allegretto
  - 5) Allegretto
  - 6a) Poco lento
  - 6b) Amen
  - 7) Sortie
- Sept Pièces (VII) (in fis-kleine terts en Ges-grote terts, CCF 46)
  - 1) Air béarnais
  - 2) Chant béarnais
  - 3) Andantino
  - 4) Poco lento
  - 5) Poco allegro
  - 6a) Poco allegretto
  - 6b) Amen (fis-kleine terts)
  - 6c) Amen (Ges-grote terts)
  - 7) Offertoire funèbre
- Cinq Pièces (-) (in G-grote terts en g-kleine terts)
  - 1) Poco allegretto
  - 2) Vieux noël
  - 3) Noël angevin
  - 4) Quasi lento
  - 5a) Allegretto vivo
  - 5b) Amen
- Sept Pièces (VIII) (in As-grote terts en as-kleine terts, CCF 48)
  - 1) Poco maestoso
  - 2) Allegretto amabile
  - 3) Andantino*
  - 4) Andantino*
  - 5) Lento*
  - 6) (Andantino quasi allegretto)*
  - 7) (Sortie)*

### Orgelmuziek
- (Pièce) (in Es-grote terts, CCF 49, ontstaan in 1846; zonder titel)
- 'Le Sermon sur la montagne'  (?, CCF - , ontstaan ca 1846; n.b. het compositiehandschrift is zoek geraakt).
- (Pièce) (in Es-grote terts, CCF 50, ontstaan in 1854; als fragment overgeleverd, zonder titel).
- Pièce pour Grand Orgue (in a-kleine terts, CCF 51, ontstaan in 1854).
- Prière (in Es-grote terts, CCF 52, ontstaan ca 1854; als fragment overgeleverd).
  - Andantino (I) (in g-kleine terts, CCF 54a, ontstaan ca 1856.
- Andantino (II) (in g-kleine terts, CCF 54b, ontstaan ca 1856; omwerking van CCF 54a met het oog op publicatie).
  - Fantaisie (I) (in C-grote terts, CCF 53a, ontstaan in 1856; eerste versie voorafgaande aan drie afwijkende versies waarvan de derde uiteindelijk in 1868 werd gepubliceerd [CCF 53, zie onder]; in datzelfde jaar werkte Franck deze versie nogmaals om [= vierde versie, zie onder]).
  - Fantaisie (II) (in C-grote terts, CCF 53b ontstaan in 1863; omwerking (tweede versie) van het gelijknamige werk (CCF 53a) uit 1856, zie boven).
  - Fantaisie (III) (CCF 53, zie onder bij 'Six Pièces')
  - Fantaisie (IV) (in C-grote terts, CCF 53c, vermoedelijke ontstaan begin-1863, omwerking [met aanpassingen] voor bij de inwijding van het nieuwe, grote Cavaillé-Collorgel van de kathedraal Notre-Dame-de-Paris op 6 maart 1868).

Pièces postumes
Onderstaande composities (CCF 55-97) verschenen in 1905 voor het eerst in druk, althans wat het overgrote deel betreft, onder de titel 'Pièces posthumes pour Harmonium (ou Orgue) à pedales pour l'office ordinaire'. De tekstbezorger van de uitgave was Georges Franck (1848-1910), zoon van de componist. Hoogstwaarschijnlijk zijn alle in de periode ca 1858-1863 ontstaan, getuige jaaraantekeningen (+ de specifieke dag en maand) bij enkele, niet alle, gepubliceerde orgelstukken.
Uit ca 1858: CCF 36b, 55–91; Uit/circa 1859: CCF 92–94; Uit 1860: CCF 95; Uit 1861: CCF 96a en uit 1863: CCF 97.
Niet duidelijk is of alle orgelwerken van deze uitgave daadwerkelijk door César Franck gecomponeerd zijn. Francks oud-leerling Charles Tournemire meende dat er in collectie muziekstukken waren die niet van de hand van zijn oud-leraar kònden zijn op grond van door hem als compositorisch zwak en niet-idiomatisch beoordeelde kenmerken. Zolang de oorspronkelijke handschriften van onderstaande composities niet aan het licht zijn getreden – noodzakelijk voor verificatie van authenticiteit – blijft de toewijzing van César Franck als de auteur van deze orgelcomposities geldend.
- Offertoire (in f-kleine terts, CCF 55)
- Offertoire (in Es-grote terts, CCF 36b) <orgelversie van CCF 36a>
- Grand choeur (in C-grote terts, CCF 56)
- Offertoire pour la messe de minuit (in d-kleine terts, CCF 57)
- Magnificat (in D-grote terts, CCF 58)
- Grand choeur (in D-grote terts, CCF 59)
- (Andantino) (in D-grote terts, CCF 60)
- (Quasi Marcia) (in D-grote terts, CCF 61)
- (Allegretto) (in D-grote terts, CCF 62)
- Grand choeur (in D-grote terts, CCF 63)
- Amen (in D-grote terts, CCF 64)
- Gloria Patri (in D-grote terts, CCF 65)
- Quasi lento (in F-grote terts, CCF 66)
- Allegretto (in c-kleine terts, CCF 67)
- (Andantino) (in C-grote terts, CCF 68)
- (Allegretto) (in d-kleine terts, CCF 69)
- (Allegretto non troppo) (in D-grote terts, CCF 70)
- Magnificat (in Es-grote terts, CCF 71)
- Magnificat (in Es-grote terts, CCF 72)
- Grand choeur (in Es-grote terts, CCF 73)
- (Moderato con moto) (in Es-grote terts, CCF 74)
- (Andantino) (in Es-grote terts, CCF 75)
- (Allegretto non troppo) (in Es-grote terts, CCF 76)
- Gloria Patri (in Es-grote terts, CCF 77)
- Gloria Patri (in Es-grote terts, CCF 78)
- Amen (in Es-grote terts, CCF 79)
- Gloria Patri (in Es-grote terts, CCF 80)
- Prélude pour l’Ave Maris Stella (andantino quasi allegretto) (in d-kleine terts, CCF 81)
- Prélude pour l’Ave Maris Stella (in d-kleine terts, CCF 82)
- Prélude pour l’Áve Maris Stella (in d-kleine terts, CCF 83)
- Benedicamus (in As-grote terts, CCF 84)
- Lento (in d-kleine terts, CCF 85)
- (Andantino) (in As-grote terts, CCF 86)
- Grand choeur (Kyrie de la Messe de Noël) (in c-kleine terts, CCF 87)
- (Moderato) (in c-kleine terts, CCF 88)
- (Moderato) (in c-kleine terts, CCF 89)
- Grand choeur (Allegro) (in c-kleine terts, CCF 90)
- <1> Trois Antiennes (CCF 91, zie onder)
- Offertoire (in g-kleine terts, CCF 92) <ontstaan in 1859>
- Élévation (in A grote terts, CCF 93) <idem>
- Sortie (in D-grote terts, CCF 94) <idem>
- Offertoire (in b-grote terts, CCF 95) <ontstaan in 1860>
- <2> Offertoire (I) (in fis-kleine terts, CCF 96a, zie onder) <ontstaan in 1861>
- (Allegretto moderato) (in Des-grote terts, CCF 97) <ontstaan in 1863>
- <1>Trois Antiennes (CCF 91; 'Quasi lento' in F-grote terts, 'Allegretto' in c-kleine terts, 'Lent' in D-grote terts, ontstaan ca 1859) <deze cyclus van drie kleine composities werd reeds in 1859 gepubliceerd>
- <2>Offertoire (II) (in fis-kleine terts, CCF 96b) <deze tweede versie was reeds gepubliceerd in 1877>

Six pièces (1868)
- 1. Fantaisie (III) (in C-grote terts, CCF 53, Op.16, ontstaan in 1863; dit is de omwerking (derde versie) van de tweede versie [CCF 53b], zie boven).
- 2. Grande Pièce Symphonique (in fis-kleine terts en Fis-grote terts, CCF 98, Op.17, ontstaan in 1863; de oorspronkelijke titel van de compositie luidt [alleen in de eerste oplage] 'Symphonie')
- 3. Prélude, fugue et variation (in b-kleine terts, CCF 30b, Op.18, ontstaan ca 1865; deze compositie is een bewerking van de (vermoedelijk) eerste versie voor piano en harmonium CCF 30a [zie boven]; eveneens vervaardigde Franck een versie van deze compositie voor viool, harp en piano, CCF 30c [zie onder]).
- 4. Pastorale (in E-grote terts, CCF 99, Op.19, ontstaan in 1863).
- 5. Prière (in cis-kleine terts, CCF 100, Op.20, ontstaan ca 1860; in april 2009 werd gemeld dat van deze compositie een opname uit 1878 (het jaar van de Wereldtentoonstelling te Parijs) was gevonden, volgens het bericht hoogstwaarschijnlijk van Franck die op het Cavaillé-Collorgel van de grote concertzaal in het Palais du Trocadéro het eerste deel van dit werk vertolkt, het bleek echter om een 1 april grap te gaan. De opname was gemaakt door een Nederlandse organist van zijn eigen spel, en vervolgens bewerkt om het oud te doen lijken.
  - Final (in Bes-grote terts, CCF 101a, ontstaan in 1864)
- 6. Final (in Bes-grote terts, CCF 101b, Op.21, ontstaan in of na 1864; tweede versie, herziening van CCF 101a).

Trois pièces (1878)
Ter gelegenheid van de officiële ingebruikname van het grote Cavaillé-Collorgel in de grote zaal van het Palais du Trocadéro in Parijs - op 1 oktober 1878, dit was tijdens de Wereldtentoonstelling - componeerde Franck in dat jaar een drietal orgelwerken die in 1883 voor het eerst in druk verschenen onder de titel 'Trois Pièces pour le grand orgue' .
- 1. Fantaisie (in A-grote terts, CCF 102, ontstaan in 1878: in het als enige bewaard gebleven handschrift van de compositie noteerde Franck als titel Fantasie-idylle).
- 2. Cantabile (in B-grote terts, CCF 103, ontstaan in 1878).
- 3. Pièce héroïque (in b-kleine terts, CCF 104, ontstaan in 1878).

TROIS CHORALS (1890) - Op verzoek van de Parijse muziekuitgever Auguste Durand componeerde Franck in de periode augustus-oktober 1890 - dus kort voor zijn dood - een reeks orgelstukken 'in grote stijl': 'Trois Chorals pour grand orgue avec pédale obligée' .
- Choral Nr.1 (in E-grote terts, CCF 105)
- Choral Nr.2 (in b-kleine terts, CCF 106)
- Choral Nr.3 (in a-kleine terts, CCF 107)

### Kamermuziek (instrumentaal)
- (Premier) Grand Trio (I/VIII) voor piano, viool en cello (in C-grote terts, CCF 108, 'Op.6', ontstaan in 1834).
- Deuxième Trio concertante (II/VIII) voor piano, viool en cello (in Es-grote terts, CCF 109, 'Op.16', ontstaan tussen 1834 en 1838).
- Troisième Trio concertante (III/VIII) voor piano, viool en cello (in d-kleine terts, CCF 110, 'Op.22', ontstaan tussen 1839 en 1842).
- Quatrième Trio concertant (IV/VIII) voor piano, viool en cello (in b-kleine terts, CCF 114, Op.2, ontstaan voor 1843).
- Trio concertante nr.1 (V/VIII) voor piano, viool en cello (in fis-kleine terts, CCF 111, Op.1,nr.1, ontstaan voor 1843; dit trio behoort tot de uitgave van 'Trois Trios concertants' uit 1843).
- Trio concertante nr.2 (VI/VIII) voor piano, viool en cello (in Bes-grote terts, CCF 112, Op.1,nr.2, ontstaan voor 1843; dit trio behoort tot de uitgave van 'Trois Trios concertants' uit 1843).
- Trio concertante nr.3 (VII/VIII) voor piano, viool en cello (in b-kleine terts, CCF 113, Op.1,nr.3, ontstaan voor 1843; dit trio behoort tot de uitgave van 'Trois Trios concertants' uit 1843).
- Andantino quietoso voor viool en piano (in Es-grote terts, CCF 115, Op.6, ontstaan voor 1844).
- Solo de piano avec accompagnement de quintette, sextet voor piano, twee violen, altviool, cello en contrabas (in Es-grote terts, CCF 116, Op.10, ontstaan ca 1844).
- Premier Duo concertant sur le motifs de 'Gulistan' de Dalayrac voor viool en piano (in Bes-grote terts, CCF 117, Op. 14, ontstaan ca 1844).
- Sonate pour piano et violon (I) (?, CCF 118, ontstaan ca 1852).
- Trio (VIII/VIII) voor piano, viool en cello (?, CCF 119, ontstaan ca 1852).
- (Morceau de lecture) voor viool en piano (in D-grote terts, CCF 120, ontstaan in 1877).
- Quintette pour piano voor piano, twee violen, altviool, cello (in f-kleine terts, CCF 121, ontstaan in 1879).
- Mélancholie voor viool en piano (in e-kleine terts, CCF 122, ontstaan ca 1885; het betreft hier een transcriptie van een solfègestuk [van Franck?]).
- Sonate pour piano et violon (II) (in A-grote terts, CCF 123, ontstaan in 1886).
- Quatuor voor twee violen, altviool en cello (in D-grote terts, CCF 124, ontstaan in 1889-1890).

Eigen bewerkingen
- Prélude, fugue et variation voor viool, harp en piano (in b-kleine terts, CCF 30c, ontstaan na 1865; bewerking van de vermoedelijke oerversie [CCF 30a] voor piano en harmonium [zie boven]; hiernaast bestaat een versie voor orgel [CCF 30b], zie boven).

### Orkestmuziek

#### Symfonieën
- Symphonie (I) (in G-grote terts,CCF 125, 'Op.13', ontstaan ca 1836 (de autografe partituur is zoekgeraakt).
- Rédemption - Symphonie (II) (in D-grote terts, CCF 184a, ontstaan in 1872)
- Symphonie (III) (in d-kleine terts, CCF 130, ontstaan in 1887-1888)

#### Symfonische gedichten
- Ce qu’on entend sur la montagne, Poème-symphonique (I) (in E-kleine terts, CCF 126, ontstaan in 1846).
- Les Éolides - Poème-symphonique (II) (in A-grote terts, CCF 127, ontstaan in 1875-1876).
- Le Chasseur maudit - Poème symphonique (III) (in G-grote terts, CCF 128, ontstaan in 1881-1882).
- Les Djinns - Poème symphonique (IV) met piano (in fis-kleine terts, CCF 136, ontstaan in 1884).
- Psyché - Poème symphonique (V) met koren (CCF 129, ontstaan in 1886-1887)

#### Poème-symphonie
- Rédemption - Symphonie, CCF 184, zie boven.
- Rédemption - 'Poème-symphonie (en deux parties)', met reciterende (sopraan-)stem en vierstemmig gemengd koor (in D-grote terts, CCF 184a, (Op.22), ontstaan in 1872; gebaseerd op CCF 184).
- Rédemption - 'Poème-symphonie (en deux parties)', tweede, gewijzigde versie van CCF 184a, met reciterende (sopraan-)stem en vierstemmig gemengd koor (in D-grote terts, CCF 184b, (Op.22), ontstaan in 1873).
- Rédemption - Morceau symphonique (in D-grote terts, CCF 184bb, (Op.26), ontstaan in 1873; instrumentaal tussenspel (interlude) voor in CCF 184b).

### Concertante muziek voor solo-instrument en orkest
- Variations brillantes sur un thème original voor piano en orkest (in D-grote terts, CCF 131, 'Op.4', ontstaan vóór 1834)
- Variations brillantes sur l’air du Pré aux clercs voor piano en orkest (in A-grote terts, CCF 132, 'Op.5', ontstaan in 1834; Franck vervaardigde een reductie van dit werk voor piano-solo [CCF 132a], zie boven)
- Variations brillantes sur la ronde favorite de Gustave III voor piano en orkest (in C-grote terts, CCF 133, 'Op.8', ontstaan in 1834);
- Premier Concerto (in f-kleine terts, CCF 134, 'Op.9'; vermoedelijk ontstaan in 1835)
- Deuxième Grande Concerto (in e-kleine terts, CCF 135, 'Op.11', ontstaan in 1836)
  - >> 'Les Djinns, poème symphonique pour piano et orchestre' (CCF 136, zie boven)
- Variations symphoniques (in fis-kleine terts en Fis-grote terts, CCF 137, ontstaan in 1885; Franck vervaardigde in 1886 een reductie van dit stuk, voor twee piano's [CCF 137a], zie boven)

### 'Mélodies' (liederen) voor zangstem en piano
- Blond Phébus, la brillante aurore (I) (?, CCF 138, ontstaan in 1835)
- l'Émir de Bengador (II) voor tenor- of sopraansolo (in f-kleine terts en F-grote terts, tekst: Joseph Méry, CCF 139, ontstaan ca 1843);
- Le Sylphe (III) voor tenor- of sopraansolo, met cello ad libitum (in G-grote terts; tekst: Alexandere Dumas père, CCF 140, ontstaan ca 1843; van dit lied bestaat teven een versie in As-grote terts);
- Robin Gray (IV) voor tenor- of sopraansolo (in As-grote terts; tekst: Jean-Marie Claris de Florian, CCF 141, ontstaan ca 1843; van dit lied bestaat ook in versie in Bes-grote terts);
- l'Ange et l'enfant (V) voor mezzo-sopraan- of baritonsolo (in B-grote terts; tekst: Jean Reboul, CCF 142, ontstaan in 1846);
- Souvenance (VI) voor mezzo-sopraan- of baritonsolo (in fis-kleine terts; tekst: F.-R. de Chateaubriand, CCF 143, ontstaan in 1846);
- Quand dans l'air et sur la rivière (VII) (in f-kleine terts; tekst: ?, CCF 145, ontstaan in 1848; de compositie bleef onvoltooid);
- Les Trois Exilés (VIII) (in F-grote terts; tekst: Bernard Delfosse, CCF 146, ontstaan in 1848?);
- Aimer (IX) voor tenor- of sopraansolo (in As-grote terts; tekst: Joseph Mey, CCF 147, ontstaan in 1848; van dit lied bestaat ook een versie in Bes-grote terts);
- Ninon (X) voor tenor- of sopraansolo (in A-grote terts; tekst: A. de Musset, CCF 148, ontstaan in 1851);
- S'il est un charmant gazon (XI) voor tenor- of sopraansolo (in Es-grote terts; tekst: Victor Hugo, CCF 149, ontstaan in 1857);
- S'il est un charmant gazon (XII) voor tenor- of sopraansolo (in As-grote terts; tekst: Victor Hugo, CCF 150, ontstaan in 1857; het betreft een andere compositie dan CCF 149);
- Passez! Passez toujours!' (XIII) voor tenor- of sopraansolo (in g-kleine terts en G-grote terts; tekst: Victor Hugo, CCF 151, vermoedelijk ontstaan ca 1860);
- Roses et papillons (XIV) voor mezzo-sopraan- of baritonsolo (in B-grote terts; tekst: Victor Hugo, CCF 152, vermoedelijk ontstaan ca 1860);
- Le Mariage des Roses (XV) voor tenor- of sopraansolo (in Bes-grote terts; tekst: Eugène David, CCF 153, vermoedelijk ontstaan ca 1870);
- Paris ode patriotique (XVI) voor sopraan- of tenorsolo (in E-grote terts; tekst: 'B. de L. capitaine de la Garde Nationale', CCF 158a, ontstaan in of na 1870; dit is een omwerking van de versie met orkestbegeleiding CCF 158, zie onder);
- Patria (XVII) voor sopraan- of tenorsolo (in D-grote terts; tekst: Victor Hugo, CCF 159a, ontstaan in 1871; dit is een omwerking van de versie met orkestbegeleiding CCF 159, zie onder);
- Lied (XIII) voor tenor- of sopraansolo (in fis-kleine terts; tekst: Lucien Paté, CCF 154, vermoedelijk ontstaan ca 1873);
- Le Vase brisé (XIX) voor tenor- of sopraan-solo (in c-kleine terts; tekst: Armand Sully-Prudhomme, CCF 155, ontstaan in 1879);
- Nocturne (XX) voor tenor- of sopraansolo (in fis-kleine terts; tekst: Louis de Fourcaud, CCF 156, vermoedelijk ontstaan in 1884);
- Les Cloches du Soir (XXI) voor tenor- en sopraansolo (in As-grote terts; tekst: M. Desbordes-Valmore, CCF 157, vermoedelijk ontstaan in 1888);
- La Procession (XXII) voor tenor- of sopraansolo (in E-grote terts; tekst: Auguste Brizeux, CCF 160a, vermoedelijk ontstaan in 1890; dit is een omwerking van de versie met orkestbegeleiding CCF 160, zie onder).

### Liederen voor zangstem en orkest
- Paris - Ode patriotique voor sopraan- of tenor-solo (in E-grote terts, CCF 158, ontstaan in 1870)
- Patria voor sopraan- of tenorsolo (in D-grote terts, CCF 159, ontstaan in 1871).
- La Procession voor sopraan- of tenorsolo (in E-grote terts, 160, ontstaan in 1889; reductie voor zangstem en piano [CCF 160a], zie boven).

### Koormuziek en duo's met begeleiding
- L'entrée en loge, voor tenor en orkest (1838: 'Op.17')
- La vendetta, voor sopraan, tenor en orkest (1838: 'Op.20')
- Orphée dans le bois, voor tenor en piano (1840: 'Op.21'; deze versie was bedoeld als aanzet voor een compositie met orkest)
- Agnès Sorel, voor sopraan en piano (1840: 'Op.23': deze versie was bedoeld als aanzet voor een compositie met orkest)
- Fernand, voor sopraan, tenor, bas en piano (1841, 'Op.29'; deze versie was bedoeld als aanzet voor een compositie met orkest)
- Loyse de Montfort, voor sopraan, tenor, bas, vierstemmig mannenkoor (TTBB) en piano (1841, 'Op.30'; deze versie was bedoeld als aanzet voor een compositie met orkest).
- Hierna volgt (nog) een opgave van meer composities binnen deze genres

### Cantates en oratoria
- Notre-Dame des Orages, cantate voor twee stemmen en piano (?, CCF 172, ontstaan in 1838?)
- Hierna volgt (nog) een opgave van meer composities binnen deze genres

### Missen, motetten en andere religieuze werken

#### Missen
- Messe solennelle voor bas-solo en orgel (?, CCF 202, ontstaan voor 1858?)
- Messe à trois voix voor sopraan-, tenor- en bas-solo, driestemmig gemengd koor (STB) en orkest (in A-grote terts, CCF 203, Op.12, ontstaan in 1860; Franck nam in deze compositie het solomotet 'Panis angelicus' op [CCF 209, zie onder] als 'motet d'élévation')
  - Messe à trois voix (bewerking) voor sopraan-, tenor- en bassolo, orgel, harp, cello en contrabas (CCF 203b, ontstaan ca 1865).
  - Messe à trois voix (bewerking) in vrijwel dezelfde bezetting als CCF 203 maar met omwerking van blaasinstrumentenpartijen in de orgelpartij (CCF 203c, ontstaan ca 1875; bij deze gelegenheid voegde Franck aan de partituur een toonzetting van 'O Salutaris hostia' [CCF 206 of CCF 207?]).

#### Overige
- Ruth, op. 51, églogue biblique, 1846, revisie 1871;
- Plainte des israélites, cantate, circa 1865;
- La tour de Babel, cantate, 1865;
- Rédemption, op. 52, poème symphonique, 1e versie, 1872, 2e versie met toevoeging van een symfonisch tussenspel, 1874;
- Les Béatitudes, op. 53, oratorium;
- Rébecca, scène bilbique, op. 54;
- Psalm 150 voor koor en orgel
- Hierna volgt (nog) de opgave van de composities CCF 188-228.

### Theaterwerken

#### Opera
- Stradella, opera in 3 actes voor 7 zangsolisten, gemengd koor en orkest; ('Op.33', CCF 229, ontstaan ca 1841; libretto: E. Deschamps; niet duidelijk is of deze betrekkelijke vroege compositie, waarvan alleen een handgeschreven partituur bestaat voor zangstemmen met een piano, ooit door de componist geïnstrumenteerd is).
- Le valet (ou le garçon) de ferme, (komische) opera in 3 actes voor 7 zangsolisten, gemengd koor en orkest; (CCF 230, ontstaan in 1851-1853, libretto: A. Royer en G. Vaëz; van de ongepubliceerde compositie voor zangstemmen met orkest vervaardigde Franck een reductie van de partituur voor zangstemmen met een piano, CCF 230a).
- Hulda, opera in 4 actes met een epiloog voor 9 zangsolisten, gemengd koor en orkest; (CCF 231, ontstaan in 1879-1885, libretto: C. Grandmougin [naar Bjørnstjerne Bjørnson, postuum gepubliceerd in 1894 waarbij het catalogusnummer Op.49 kreeg). Première: 15 maart 1994 in Londen. Van de orkestpartij van de compositie vervaardigde Franck gereduceerde partituren: een voor zangstemmen met een piano [i.s.m. S. Rousseau; CCF 231a] en een voor zangstemmen met twee piano's [CCF 231b]).
- Ghiselle, 'drame lyrique' in 4 actes voor 6 zangsolisten, gemengd koor en orkest; (CCF 232, ontstaan in 1888-1890; libretto: G. Augustin-Thierry, gepubliceerd in 1886 waarbij het als catalogusnummer Op. 50 kreeg. Première: 6 april 1896 in Monte Carlo [wel in een van Francks partituur afwijkende theatrale vorm]. Orkestratie van de eerste acte: C. Franck; van de tweede acte: Pierre de Bréville, Vincent d'Indy en Ernest Chausson; van de derde acte: S. Rousseau.)

#### Ballet
- Ballet de l'Hiver en du Printemps, balletmuziek (CCF 231a, ontstaan in of voor 1883; vijfdelige suite met muziek uit de opera 'Hulda', voor [geherinstrumenteerd] orkest en gemengd koor. Franck vervaardigde van de orkestpartituur reducties voor zowel een piano [CCF 231aa] als twee piano's [CCF 231bb]).

### Bewerkingen van muziek van andere auteurs
- Étude pour piano van Charles-Valentin Alkan, bewerkt voor piano en strijkkwartet (CCF 233, ontstaan in 1889)
- Hierna volgt (nog) een opgave van de composities CCF 234-250.

### Studiewerken, thema's, e.d.
- Prelude, fugue et variation 1873
- Prélude, aria et Final 1887
- Prélude, Chorale et Fugue 1884
- Nota bene: geen van de (hier later nog op te voeren) documenten heeft een CCFnr gekregen.

### Teksten
- Symphonie en ré-mineur CCF 130. Notice analytique et thématique (met notenvoorbeelden) voor bij de eerste uitvoering(en) op 17 en 24 februari 1889, Société des Concerts, Parijs (Fauquet pag.971-975, Annexe IX).
- Psyché - Poème symphonique CCF 129. Notice analytique et thématique (met notenvoorbeelden) voor bij de eerste uitvoering op 23 februari 1890 o.l.v. Édouard Colonne, Concerts du Châtelet, Parijs (Fauquet pag.965-970, Annexe VIII).

- Bibsys: 90118753
- Biblioteca Nacional de España: XX1101888
- Bibliothèque nationale de France: cb13894116f (data)
- Biografisch Portaal: 61052955
- Catàleg d'autoritats de noms i títols de Catalunya: 981058521286406706
- CiNii: DA06040595
- Gemeinsame Normdatei: 118534645
- International Standard Name Identifier: 0000 0001 2096 3195
- Library of Congress Control Number: n79130762
- Nationale Bibliotheek van Letland: 000035459
- Base Léonore: LH//1025/33
- MusicBrainz: 69802473-e361-4e15-bbd8-53fe83cd1587
- Bibliotheek van het Japanse parlement: 00620680
- Nationale Bibliotheek van Tsjechië: jn20000601614
- Nationale bibliotheek van Australië: 36173205
- Nationale Bibliotheek van Israël: 987007261386705171
- Nationale Bibliotheek van Polen: a0000001188360
- Nationale en Universitaire bibliotheek Zagreb: 000061186
- Nederlandse Thesaurus van Auteursnamen: 06881240X
- Istituto Centrale per il Catalogo Unico: LO1V132013
- LIBRIS: 253159
- SNAC: w6gh9fws
- Système universitaire de documentation: 027271625
- Trove: 1223889
- Virtual International Authority File: 66651702
- WorldCat: E39PBJbCRT39vDvWDRVJc4yGHC

Haendel · Lulli · Scarlatti · Mozart · Cherubini · Weber · Berlioz · Chopin · Liszt · Wagner · Gounod · Reincken · Schuijt · Obrecht · Sweelinck · Orl. Lassus · Clemens n.P. · Wanning · Brahms · Rubinstein · Niels Gade · Verhulst · Schumann · Mendelssohn · Schubert · Spohr · Beethoven · Haydn ·  Bach · Strawinsky · Pijper · Ravel · Reger · Wagenaar · Tschaikovsky · Zweers · Bruckner · Mahler · Franck · Diepenbrock · Debussy · Dopper · Richard Strauss · Röntgen · Bartók · Dvořák